# تمايوست (آيت بن يعقوب)
تمايوست هي إحدى مشيخات المملكة المغربية، تتبع جغرافيا لإقليم ميدلت وإداريًا لآيت بن يعقوب. يقدر عدد سكانها بـ 2502 نسمة حسب الإحصاء الرسمي للسكان والسكنى لسنة 2004.